# Athyreus tuberifer
Athyreus tuberifer là một loài bọ cánh cứng trong họ Geotrupidae. Loài này được Felsche miêu tả khoa học năm 1909.